# Tatiana Toro
Pour les articles homonymes, voir Toro.
Tatiana Toro, née en 1964 en Colombie, est une mathématicienne colombienne-américaine, professeure à l'université de Washington. Ses recherches portent sur la théorie de la mesure géométrique, l'analyse harmonique et les équations aux dérivées partielles.

## Biographie
Tatiana Toro concourt pour la Colombie aux Olympiades internationales de mathématiques en 1981 et obtient son baccalauréat à l'université nationale de Colombie. Elle achève son doctorat en 1992 à l'université Stanford, sous la supervision de Leon Simon, avec une thèse intitulée Functions in W(2,2)(R^2) Have Lipschitz Graphs. Après des postes de courtes durées à l'Institute for Advanced Study, l'université de Californie à Berkeley et l'université de Chicago, elle rejoint la faculté de mathématiques de l'université de Washington en 1996.
Elle est professeure titulaire de la chaire « Alfred P. Sloan Research Fellowship » en 1996, « Robert R. (en) & Elaine F. Phelps » de mathématiques à l'université de Washington de 2012 à 2016, professeure titulaire de la chaire « Craig McKibben & Sarah Merner » de 2016 à 2019.
En juin 2021, elle est nommée à la direction du Mathematical Sciences Research Institute. Son mandat de cinq ans débute le 1er août 2022.

## Prix et distinctions
- 2010 : conférencière invitée au Congrès international des mathématiciens à Hyderabad[9].
- 2015 : Bourse Guggenheim[10]
- 2017 : Membre de l'American Mathematical Society « pour ses contributions à la théorie de la mesure géométrique, à la théorie du potentiel et à la théorie de  la frontière libre »[11]
- 2020 : Prix Blackwell-Tapia
- 2023 : Conférence Falconer[12].

## Publications
- avec Guy David, Reifenberg parameterizations for sets with holes, Providence, 2012.